# 新鋭王座決定戦競走
新鋭王座決定戦競走（しんえいおうざけっていせんきょうそう）は、かつて存在した若手選手を対象とした競艇のGI競走である。
本項では関連して同じく廃止された新鋭リーグ戦についても記述する。

## 概要
その名の通り新人選手による大会であった。過去には性別の制約はなく、ごく一部の数の女子選手もこの大会に出場していたが、制度改正などにより女子選手は女子リーグ戦に参加するようになったため、当該競走の出場資格が得られず、以後、終了までは男子選手のみで競われるようになった。
新鋭王座決定戦の優勝者や上位入賞者の大半はSG・GIといったビッグレースにも顔を出すようになるため、トップレーサーの登竜門といわれていた。また、優勝者には当該年度の総理大臣杯競走への出場資格が与えられた。
2006年、第20回記念大会からは共同通信社から社杯が授与される事になり、タイトルが「共同通信社杯 新鋭王座決定戦」となる。
2012年（平成24年）、第27回大会より開催時期が1月から9月に変更される。
2013年の第28回大会をもって終了し（第1回大会第1日目の第1レースから最終回となった第28回大会の大会最終日の最終レースである決勝戦まで行なわれたレースの数は2016レースに上った）、新人選手による大会はヤングダービー競走へと移行した。なお第28回優勝者・篠崎仁志に対する次回大会優先出走権は、ヤングダービーが新設競走と同じ扱いとなるため与えられなかった。
なお、最後の第28回大会は桐生競艇場で開催されたが、開催発表当時はキャッチコピーを「新鋭王座決定戦初のナイター開催」として同競艇場のホームページや同競艇場を含む各競艇場のポスターで宣伝されていたが、同年6月に本競走の廃止が決定したことから、急遽キャッチコピーの「初の」の部分「最初で最後の」に変更し、ホームページやポスターも「最初で最後のナイター開催」に変更したものに作り直した。

### 出場資格
（2013年の廃止時点でのルール）
デビュー6年目未満の選手が対象であった。選考期間は開催前年の7月1日から開催年の6月末日まで。
- 優先出場
  - 前年度優勝者
  - 新鋭リーグ戦競走の優勝者
  - 選考期間内にSG競走に出場した選手
- 選考期間内における勝率が上位の選手。
  - 勝率が並んだ場合は着順点上位者から順に選出
※級別は問わないが、新鋭リーグ戦の参加有無は問われる。
- 選出除外
  - フライング休みが当該競走の前検日を含む開催期間と重複する場合。
  - 選考期間内の出走回数140回未満の選手。※優先出場選手は免除
  - 選考期間内の事故率0.40以上の選手。
  - 選考期間内の新鋭リーグ戦競走に参加していない選手。
  - スタート事故による選出除外となる罰則期間が当該競走の前検日を含む開催期間と重複する場合。
  - 負傷・病気等により出場を辞退した選手。
  - 何らかの出場停止処分を受けた選手[3]。

### 賞金
優勝賞金は1000万円（副賞金含む）

### スタート事故の罰則
フライングや出遅れをした選手には厳しい罰則が課せられていた。
| 罰則適用のレース名      | 出場資格          | 罰則の内容                                                                         |
| ----------------------- | ----------------- | ---------------------------------------------------------------------------------- |
| 新鋭王座決定戦 優勝戦   | 各準優勝戦上位2名 | フライング休み終了後、当該事故1回につき 6ヶ月間プレミアムGI・GI・GII競走の選出除外 |
| 新鋭王座決定戦 準優勝戦 | 予選1位 - 18位    | フライング休み終了後、当該事故1回につき 3ヶ月間プレミアムGI・GI・GII競走の選出除外 |

## 歴史
ほぼ男子選手のみが出場する競走ではあったが、数少ない女子選手の出場事例として、1992年、第6回大会（浜名湖）では日高逸子が出場した。なお、第4回大会でも佐藤幸子が選出されたが、出産のため出場辞退した。本競走では日高以外の女子選手の出場はなかったが、この競走の後継であるヤングダービー競走では女子選手の出場を事実上開放し、同競走では少数ながらも毎年女子選手が出場するようになった。
2001年（平成13年）、第15回大会より前年度優勝者は新人王と同じ意義で、出場資格が与えられない（勝ち抜け制度）ことになったが、2012年（平成24年）、第27回大会より前年度優勝者は「優先出場者」として出場できるように見直された。
2012年（平成24年）、第27回大会より優先出場選手であっても選考期間内に事故率が0.40以上であれば選出除外となった（以前は免除されていた）。

## 歴代優勝者
出典は競艇公式ページにある新鋭王座決定戦一覧の各回ページより。
| 回数 | 開催年             | 優勝戦日 | 開催場 | 優勝者   | 優勝者   | 優勝者 | 優勝者 | 優勝者 | 優勝者 | 優勝者     |
| 回数 | 開催年             | 優勝戦日 | 開催場 | 選手名   | 登録番号 | 年齢   | 住所   | 枠番   | コース | 決まり手   |
| ---- | ------------------ | -------- | ------ | -------- | -------- | ------ | ------ | ------ | ------ | ---------- |
| 1    | 1986年（昭和61年） | 12月17日 | 平和島 | 山室展弘 | -        | -      | -      | -      | -      | -          |
| 2    | 1987年（昭和62年） | 12月15日 | 多摩川 | 今村豊   | -        | -      | -      | -      | -      | -          |
| 3    | 1989年（平成元年） | 1月30日  | 尼崎   | 西島義則 | -        | -      | -      | -      | -      | -          |
| 4    | 1990年（平成2年）  | 1月23日  | 蒲郡   | 山崎昭生 | -        | -      | -      | -      | -      | -          |
| 5    | 1991年（平成3年）  | 1月17日  | 徳山   | 長岡茂一 | -        | -      | -      | -      | -      | -          |
| 6    | 1992年（平成4年）  | 1月29日  | 浜名湖 | 長岡茂一 | -        | -      | -      | -      | -      | -          |
| 7    | 1993年（平成5年）  | 2月2日   | 尼崎   | 新美恵一 | -        | -      | -      | -      | -      | -          |
| 8    | 1994年（平成6年）  | 1月26日  | 常滑   | 上瀧和則 | -        | -      | -      | -      | -      | -          |
| 9    | 1995年（平成7年）  | 1月25日  | 丸亀   | 烏野賢太 | -        | -      | -      | -      | -      | -          |
| 10   | 1996年（平成8年）  | 1月29日  | 下関   | 市川哲也 | -        | -      | -      | -      | -      | -          |
| 11   | 1997年（平成9年）  | 2月3日   | 尼崎   | 服部幸男 | 3422     | 26     | 静岡   | 5      | 3      | まくり差し |
| 12   | 1998年（平成10年） | 1月25日  | 宮島   | 市川哲也 | 3499     | 29     | 広島   | 3      | 4      | まくり差し |
| 13   | 1999年（平成11年） | 1月31日  | 住之江 | 平池仁志 | 3553     | 27     | 香川   | 6      | 6      | まくり差し |
| 14   | 2000年（平成12年） | 1月30日  | びわこ | 原田幸哉 | 3779     | 24     | 愛知   | 3      | 4      | 恵まれ     |
| 15   | 2001年（平成13年） | 1月28日  | 浜名湖 | 伊藤誠二 | 3713     | 26     | 愛知   | 5      | 5      | まくり     |
| 16   | 2002年（平成14年） | 1月20日  | 津     | 瓜生正義 | 3783     | 25     | 福岡   | 1      | 1      | 逃げ       |
| 17   | 2003年（平成15年） | 2月2日   | 丸亀   | 田村隆信 | 4028     | 24     | 徳島   | 1      | 1      | 逃げ       |
| 18   | 2004年（平成16年） | 2月1日   | 徳山   | 蜷川哲平 | 3902     | 26     | 東京   | 1      | 1      | 逃げ       |
| 19   | 2005年（平成17年） | 1月30日  | 宮島   | 秋山直之 | 3996     | 25     | 群馬   | 2      | 2      | 差し       |
| 20   | 2006年（平成18年） | 1月29日  | 唐津   | 中野次郎 | 4075     | 24     | 神奈川 | 2      | 2      | 差し       |
| 21   | 2007年（平成19年） | 1月28日  | 大村   | 石野貴之 | 4168     | 24     | 大阪   | 5      | 6      | 抜き       |
| 22   | 2008年（平成20年） | 1月27日  | 丸亀   | 山口剛   | 4205     | 25     | 広島   | 1      | 1      | 逃げ       |
| 23   | 2009年（平成21年） | 1月25日  | びわこ | 松下一也 | 4207     | 25     | 静岡   | 3      | 4      | まくり差し |
| 24   | 2010年（平成22年） | 1月24日  | 浜名湖 | 毒島誠   | 4238     | 26     | 群馬   | 3      | 3      | 抜き       |
| 25   | 2011年（平成23年） | 1月30日  | 宮島   | 山田哲也 | 4297     | 28     | 千葉   | 2      | 2      | 差し       |
| 26   | 2012年（平成24年） | 1月29日  | 芦屋   | 松尾昂明 | 4424     | 26     | 福岡   | 4      | 4      | まくり     |
| 27   | 2012年（平成24年） | 9月30日  | 徳山   | 茅原悠紀 | 4418     | 25     | 岡山   | 2      | 2      | 恵まれ     |
| 28   | 2013年（平成25年） | 9月23日  | 桐生   | 篠崎仁志 | 4477     | 25     | 福岡   | 1      | 1      | 逃げ       |

## 新鋭リーグ戦競走

### 概要
新鋭リーグ戦競走は、若手の優秀選手育成強化と競走の活性化を図り、併せて競艇の話題を提供し、若年ファンの拡大を図ることを目的として、新鋭王座決定戦競走とともに新設された。

年間20戦前後が全国各地の競艇場で開催される。一部開催されない競艇場もあった。

### 出場資格
デビュー6年目未満かつ新鋭王座決定戦競走に優勝していない選手。性別の制約はないが、女子選手は女子リーグに参加するため出場していない。

### 歴史
2006年、第20回大会から基準改定により新鋭リーグ戦に最低1節は出走しないと出場権は得られないが、全体勝率による成績上位者となった。以前は新鋭リーグ戦の戦績上位の選手が新鋭王座決定戦の出場権を得られた。
2011年度より、新鋭リーグ戦競走の準優勝戦と優勝戦でスタート事故を起こすと、選出除外となる罰則が追加された。2014年より新鋭王座決定戦競走がヤングダービー競走に移行すると同時に「ルーキーシリーズ」に移行した。「ルーキーシリーズ」では2017年よりデビュー6年以上経ていても30歳未満の出場枠が「オーバーエイジ枠」としてごくわずかに設定された。